# Gorzów Wielkopolski
Gorzów Wielkopolski és una ciutat de Polònia. Es troba al voivodat de Lubusz, i n'és la capital, juntament amb Zielona Góra. Fou construïda el segle XI i avui dia és un important centre econòmic. Entre el 1257 i el 1945 Gorzów Wielkopolski es coneixia amb el nom de Landsberg, i després Landsberg an der Warthe.

## Significat del nom
El nom polonès significa, traduït literalment, les muntanyes de Gran Polònia. De fet, el complement del nom, Gran Polònia, no té a veure amb el voivodat homònim, sinó que fa referència a la regió històrica de Gran Polònia i reemplaça l'antiga referència a Brandenburg, d'on formava part fins al 1945. Les regions històriques van donar nom a molts voivodats, però les fronteres no corresponen gairebé mai exactament. És per això que Gorzów pertany al voivodat de Lubusz, però històricament a Gran Polònia.

## Localització geogràfica
La ciutat para a la part occidental de Polònia, a la vora del Varta, a 80 km al nord-est de Frankfurt de l'Òder i 130 km al nord-oest de Poznań. La frontera alemanya, a Kostrzyn, hi és a 45 km. Al nord i al sud s'estenen vastes regions de boscos.

## Història
El 1257 la regió de Landsberg fou fundada pels colons alemanys que venien dels actuals Brandenburg, Baixa Saxònia i Westfàlia. Estava sotmesa al dret brandenburguès i pertanyia a la zona lingüística del baix alemany. Servia com a bastió contra la fortalesa veïna de Zantoch, a la frontera polonesa. Fins al segle xvi, la ciutat s'anomenava Neu-Landsberg.
L'església de Santa Maria hi fou construïda el segle xiii i la ciutat protegida el 1321 per muralles i portes fortificades. Gràcies a la seva prosperitat, el segle xvi, Landsberg va esdevenir un pol d'atracció per a tots els voltants, i fins i tot es parla d'una escola per primera vegada el 1360. Durant la Guerra dels Trenta Anys tots els barris foren destruïts. De seguida Landsberg tornà a desenvolupar-se, i esdevingué una plataforma giratòria considerable per al comerç amb la veïna Polònia. El segle xviii la cració d'una indústria tèxtil i de comerç de llana va fer créixer encara més l'economia.

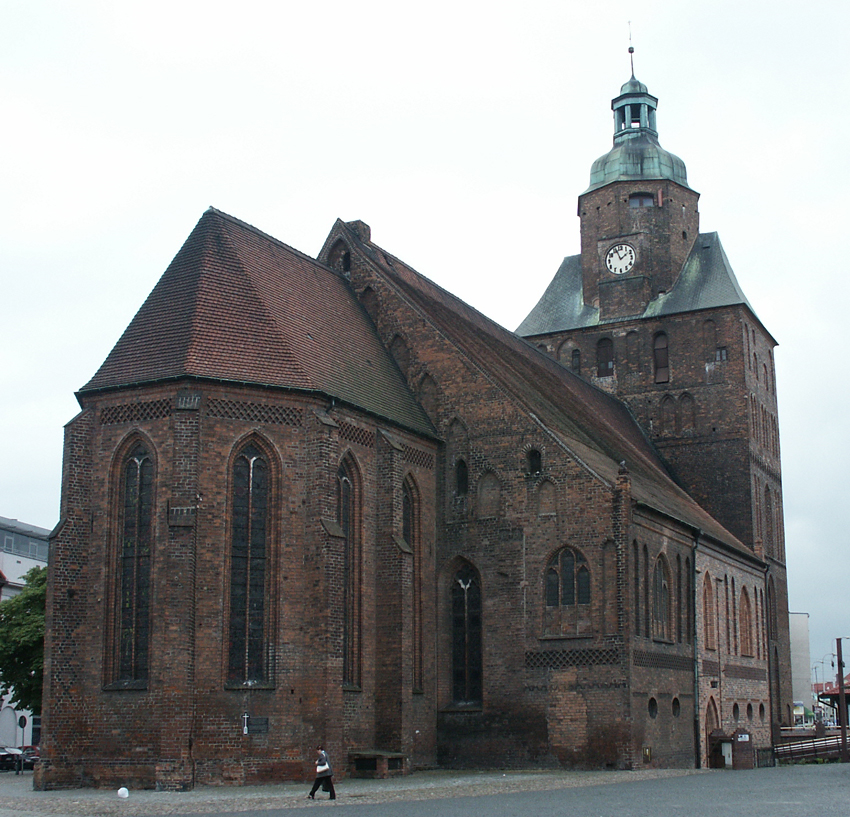
Catedral.

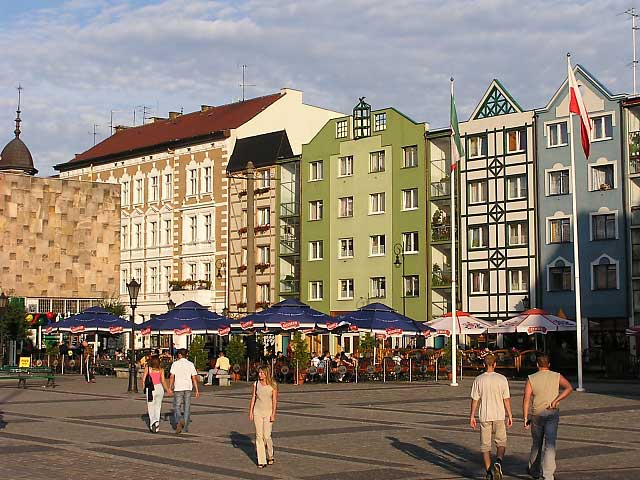
El mercat.

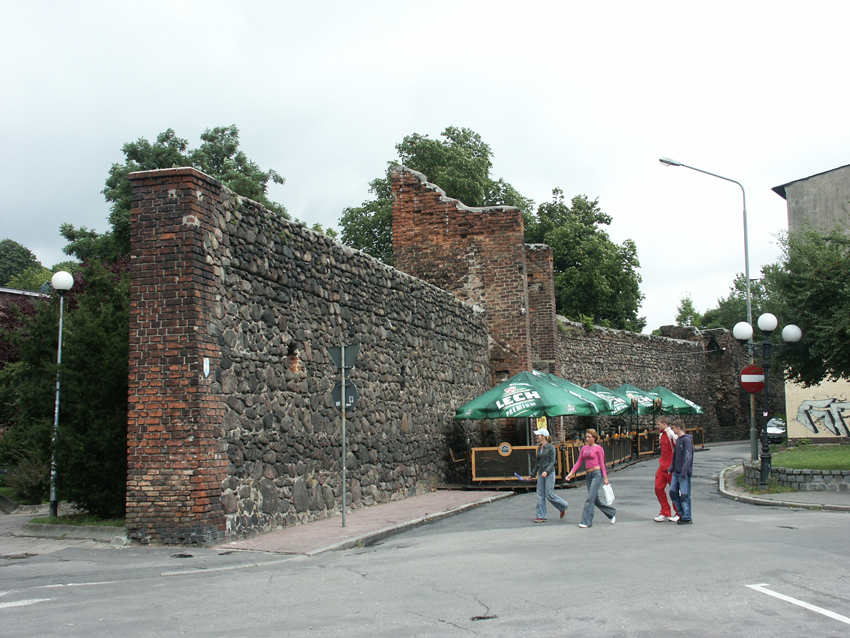
Fragment de l'antiga fortificació.

La nova organització administrativa del regne de Prússia després del congrés de Viena (1815) va atribuir Landsberg el 1818 al districte homònim que es trobava a la circumscripció de Frankfurt de l'Òder de la província prussiana de Brandenburg, que va esdevenir el 1939 en la Marca de Brandenburg. Landsberg va ser enllaçada amb el ferrocarril prussià de l'est el 1857, fet que donà un impuls a l'economia. La ciutat fou separada del districte el 1892 i va rebre l'estatus de ciutat-districte, si bé que ara l'administració del districte hi era present. Als anys 20 l'apel·lació de Landsberg an der Warthe va imposar-se.
A la darreria de la Segona Guerra Mundial, les guarnicions alemanyes es retiren de la ciutat tot destruint els seus dos ponts. Quant a les tropes comunistes, van incendiar l'antiga ciutat. La ciutat fou finalment conquerida i anexionada a Polònia (del gener al març del 1945) gràcies a la decisió de Stalin, després de la conferència de Potsdam. Una gran part de la població s'havia amagat quan venien les tropes soviètiques i el 6 de març del 1946, la població que hi quedava, fou expropiada i expulsada de mica en mica fins al 1949. La nova població que s'hi establí venia sobretot de la Polònia central. És a la caserna de la ciutat que Gottfried Benn escrigué: Roman des Phänotyp (1943).
La ciutat fou al principi anomenada Gorzów nad Wartą (en català: Gorzów del Varta). Però després, per raons ideològiques i amb l'objectiu de senyalar el "retorn" de les terres perdudes a Polònia, hom afegí l'adjectiu "Wielkopolski" (en català: Gran Polònia), malgrat l'absència d'unió entre la ciutat i Gran Polònia. La ciutat durant la postguerra va ser testimoni d'un nou ressorgiment. Des de la primera meitat dels anys 60 la població sobrepassà els 50.000 habitants (més fins i tot que durant el període d'abans de la guerra). Des del 1999 la capitalitat de Lubusz es troba a Gorzów.

## Ciutats agermanades
- Frankfurt de l'Òder
- Eberswalde
- Herford
- Verden
- Cava de' Tirreni
- Hazleton
- Jönköping
- Sumi